# Saison 1 de The Resident
Chronologie
Saison 2
Cet article présente le guide des épisodes de la première saison de la série télévisée américaine  The Resident.

## Généralités
- Aux États-Unis, cette saison a été diffusée du 21 janvier 2018[1] au 14 mai 2018 sur le réseau Fox.
- Au Canada, elle a été diffusée en simultané sur City.
- En France, elle a été diffusée du 22 avril[2] au 20 mai 2020[3] sur TF1

## Distribution

### Acteurs principaux
- Matt Czuchry (VF : Ludovic Baugin) : Résident Conrad Hawkins
- Emily VanCamp (VF : Cindy Tempez) : Infirmière Nicolette « Nic » Nevin
- Manish Dayal (VF : Nathanel Alimi) : Dr Devon Pravesh
- Shaunette Renée Wilson : Dr Mina Okafor
- Bruce Greenwood : Dr Randolph Bell
- Moran Atias (VF : Ana Piévic) : Renata Morali
- Merrin Dungey (VF : Laura Zichy) : Claire Thorpe (dès l'épisode 2)
- Melina Kanakaredes (VF : Céline Monsarrat) : Dr Lane Hunter (dès l'épisode 2)

### Acteurs récurrents
- Tasso Feldman : Dr Irving Feldman (13 épisodes)
- Jessica Miesel : InfirmièreJessica Moore (10 épisodes)
- Violett Beane (VF : Elsa Bougerie) : Lily Kendall (8 épisodes)
- Tasie Lawrence : Priya Nair (6 épisodes)
- Warren Christie : Dr Jude Silva (6 épisodes)
- Vince Foster : Dr Paul Chu (6 épisodes)
- Steven Reddington : Bradley Jenkins (4 épisodes)
- Chris Mayers : Dr Steven Butler (4 épisodes)
- Bethany Geaber : Nurse Isabel Sharp (4 épisodes)

### Invités
- Elizabeth Ludlow (VF : Lydia Cherton) : Cara Ramirez (épisode 1)
- Glenn Morshower : Marshall Winthrop (épisodes 5, 6 et 14)
- Jocko Sims (VF : Eilias Changuel) : Dr Ben Wilmot (épisodes 6 et 7)
- Catherine Dyer (en) : Nurse Alexis Stevens (épisodes 10 et 11)
- Malcolm-Jamal Warner : Dr AJ Austin (épisodes 12 à 14)

## Épisodes

### Épisode 1:Bienvenue à Chastain
- États-Unis /  Canada: 21 janvier 2018 sur Fox / City[4]
- Québec : 29 août 2018 sur Séries+[5]
- France : 
  - 5 février 2019 sur Warner TV[6]
  - 22 avril 2020 sur TF1[7]

- États-Unis : 8,65 millions de téléspectateurs[8] (première diffusion)
- France : 4,769 millions de téléspectateurs (17,2 %)[9] (première diffusion)

### Épisode 2:La Journée de l'indépendance
- États-Unis /  Canada : 22 janvier 2018 sur Fox / City
- Québec : 5 septembre 2018 sur Séries+
- France : 
  - 5 février 2019 sur Warner TV
  - 22 avril 2020 sur TF1[7]

- États-Unis : 4,70 millions de téléspectateurs[10] (première diffusion)
- France : 4,41 millions de téléspectateurs (17,1 %)[9] (première diffusion)

### Épisode 3:Frères d'armes
- États-Unis /  Canada: 29 janvier 2018 sur Fox / City
- Québec : 12 septembre 2018 sur Séries+
- France :
  - 12 février 2019 sur Warner TV
  - 22 avril 2020 sur TF1[7]

- États-Unis : 4,75 millions de téléspectateurs[11] (première diffusion)
- France : 4,13 millions de téléspectateurs (21,6 %)[9] (première diffusion)

### Épisode 4:Crise identitaire
- États-Unis /  Canada : 5 février 2018 sur Fox / City
- Québec : 19 septembre 2018 sur Séries+
- France : 
  - 12 février 2019 sur Warner TV
  - 29 avril 2020 sur TF1[12]

- États-Unis : 4,87 millions de téléspectateurs[13] (première diffusion)
- France : 4,639 millions de téléspectateurs (17 %)[14] (première diffusion)

### Épisode 5:Réaction en chaîne
- États-Unis /  Canada: 26 février 2018 sur Fox / City
- Québec : 26 septembre 2018 sur Séries+
- France : 
  - 19 février 2019 sur Warner TV
  - 29 avril 2020 sur TF1[12]

- États-Unis : 3,86 millions de téléspectateurs[15] (première diffusion)
- France : 4,23 millions de téléspectateurs (16,8 %)[14] (première diffusion)

### Épisode 6:À tout prix
- États-Unis /  Canada: 5 mars 2018 sur Fox / City
- Québec : 3 octobre 2018 sur Séries+
- France :
  - 19 février 2019 sur Warner TV
  - 29 avril 2020 sur TF1[12]

- États-Unis : 4,08 millions de téléspectateurs[16] (première diffusion)
- France : 3,84 millions de téléspectateurs (19,6 %)[14] (première diffusion)

### Épisode 7:L'éclipse
- États-Unis /  Canada: 12 mars 2018 sur Fox / City
- Québec : 10 octobre 2018 sur Séries+
- France : 
  - 26 février 2019 sur Warner TV
  - 6 mai 2020 sur TF1[17]

- États-Unis : 3,80 millions de téléspectateurs[18] (première diffusion)
- France : 4,309 millions de téléspectateurs (16,7 %)[19] (première diffusion)

### Épisode 8:Une affaire de famille
- États-Unis /  Canada: 19 mars 2018 sur Fox / City
- Québec : 17 octobre 2018 sur Séries+
- France : 
  - 26 février 2019 sur Warner TV
  - 6 mai 2020 sur TF1[17]

- États-Unis : 4,22 millions de téléspectateurs[20] (première diffusion)
- France : 4,16 millions de téléspectateurs (17,3 %)[19] (première diffusion)

### Épisode 9:Jour d'adoption
- États-Unis /  Canada: 26 mars 2018 sur Fox / City
- Québec : 24 octobre 2018 sur Séries+
- France : 6 mai 2020 sur TF1[17]

- États-Unis : 4,21 millions de téléspectateurs[21] (première diffusion)
- France : 3,76 millions de téléspectateurs (20,6 %)[19] (première diffusion)

### Épisode 10:Hanté
- États-Unis /  Canada: 16 avril 2018 sur Fox / City
- Québec : 31 octobre 2018 sur Séries+
- France : 13 mai 2020 sur TF1[22]

- États-Unis : 4,30 millions de téléspectateurs[23] (première diffusion)
- France : 4,309 millions de téléspectateurs (17,3 %)[24] (première diffusion)

### Épisode 11:Coupable idéal
- États-Unis /  Canada: 23 avril 2018 sur Fox / City
- Québec : 7 novembre 2018 sur Séries+
- France : 13 mai 2020 sur TF1[22]

- États-Unis : 3,96 millions de téléspectateurs[25] (première diffusion)
- France : 4,35 millions de téléspectateurs (18,1 %)[24] (première diffusion)

### Épisode 12:Réveils difficiles et bêtes féroces
- États-Unis /  Canada: 30 avril 2018 sur Fox / City
- Québec : 14 novembre 2018 sur Séries+
- France : 13 mai 2020 sur TF1[22]

- États-Unis : 3,91 millions de téléspectateurs[26] (première diffusion)
- France : 3,95 millions de téléspectateurs (23 %)[24] (première diffusion)

### Épisode 13:Cours, docteur, cours
- États-Unis /  Canada: 7 mai 2018 sur Fox / City
- Québec : 21 novembre 2018 sur Séries+
- France : 20 mai 2020 sur TF1[27]

- États-Unis : 4,01 millions de téléspectateurs[28] (première diffusion)
- France : 4,321 millions de téléspectateurs (17,4 %)[29] (première diffusion)

### Épisode 14:Cœurs blessés
- États-Unis /  Canada: 14 mai 2018 sur Fox / City
- Québec : 28 novembre 2018 sur Séries+
- France : 20 mai 2020 sur TF1[27]

- États-Unis : 4,29 millions de téléspectateurs[30] (première diffusion)
- France : 4,22 millions de téléspectateurs (17,5 %)[29] (première diffusion)